# Dan Bullock
Dan Bullock (Goldsboro, 21 de diciembre de 1953 - Quảng Nam, 7 de junio de 1969) fue un marine de los Estados Unidos y el militar estadounidense más joven muerto en combate durante la Guerra de Vietnam, falleciendo a la edad de 15 años.

## Primeros años y educación
Bullock nació en Goldsboro, Carolina del Norte. Vivió en Carolina del Norte hasta los 12 años, cuando murió su madre, y él y su hermana menor, Gloria, se mudaron a Brooklyn para vivir con su padre y su esposa. Dijo que quería convertirse en piloto, policía o marine estadounidense.

## Carrera
Cuando tenía 14 años, modificó la fecha de su certificado de nacimiento para hacer creer que había nacido el 21 de diciembre de 1949. Pasó por la estación de reclutamiento y se alistó en el Cuerpo de Marines de los Estados Unidos el 18 de septiembre de 1968. Fue miembro del Pelotón 3039 en Parris Island. Al principio luchó por sobrevivir, pero pudo hacerlo gracias a la ayuda de uno de sus compañeros reclutas. Bullock se graduó del campo de entrenamiento el 10 de diciembre de 1968.
El soldado de primera clase Bullock llegó a la República de Vietnam el 18 de mayo de 1969 y fue asignado como fusilero al 2.° escuadrón, 2.° pelotón, Compañía F, 2.º  Batallón del 5.° Regimiento de la 1.° División de Marines. Estaba destinado en la base de combate An Hoa, al oeste de Hội An, en la provincia de Quảng Nam. Menos de un mes después, el 7 de junio de 1969, Bullock y otros tres marines estaban ocupando un búnker cerca de la pista de aterrizaje de la base cuando una unidad de zapadores del Ejército Popular de Vietnam atacó la base por la noche, lanzando una carga explosiva dentro el búnker y matando a los cuatro marines que se encontraban en su interior; Bullock tenía solo 15 años. Había sido asignado a tareas de limpieza esa noche, pero fue transferido a la guardia nocturna después de que un marine resultase herido durante la guardia nocturna.
Después de ser enterrado, su tumba carecía de cualquier indicación que la identificase como el lugar de reposo de un veterano de Vietnam. En el año 2000, finalmente se le añadió una indicación conmemorativa de veterano.

## Legado
El 7 de junio de 2003, una sección de la Avenida Lee en Brooklyn, donde Bullock había vivido desde los 11 años, fue rebautizada en su honor. En 2019, se erigió una placa conmemorativa del estado de Carolina del Norte en su honor cerca de la casa de su infancia en Goldsboro. La Liga del Cuerpo de Marines, Brooklyn #1, Destacamento 217, suele celebrar una ceremonia conmemorativa de la guardia de color cada mes de junio en la Avenida Lee en honor del soldado de primera clase Bullock.